# شیرواره
شیرواره یا واره کردن نوعی رسم اجتماعی - اقتصادی رایج بین روستائیان و عشایر مناطق مختلف ایران است که  در آن با اشتراک شیر تولید شده، امکان بهره وری بیشتر اقتصادی آن فراهم می‌شود. در این روش، عده ای از خانواده‌ها، بر اساس نظم و قراردادی معین شیر تولیدی خود را به نوبت به یکی از خانواده‌ها واگذار می‌کنند. به گروه تشکیل شده یک واره (varah) گفته می‌شود.

## سابقه تاریخی
پیش از اصلاحات ارضی شیرواره اهمیت زیادی داشته‌است. این مسئله به دلیل محدود بودن زمین و دامهای روستائیان نسبت به جمعیت آن‌ها بوده‌است. در یک روستا گروه‌های ۱۲-۱۳ خانواده‌ای تشکیل می‌شد و حدود دو ماه طول می‌کشید تا نوبت هریک از خانواده‌ها شود. پس از دوره اصلاحات ارضی به دلایل مختلفی شیرواره رونق سابق خود را از دست داد، از جمله:
1. از بین رفتن رسم اقتصادی دوپایی.
2. تبدیل علفزارها به مزارع دیم.
3. گرانی خوراک علوفه دام.
4. گرایش به پرواربندی دام.
5. کمبود چوپان حرفه‌ای و افزایش دستمزد آن‌ها.[۱]

## گستره جغرافیایی

### بروجرد
به دلیل وجود کوهپایه‌های متعدد در جنوب غربی و شمال شرقی شهرستان بروجرد، دامپروری در این شهرستان رونق دارد. اما به در برخی مناطق شرقی و شمالی این شهرستان، امکان پرورش تعداد زیادی بز و گوسفند وجود ندارد. بنابراین آئین واره کردن در بسیاری از روستاهای شرقی و شمالی این شهرستان رایج است. در روستای دره گرم (شهرک شهید بروجردی) شیرواره در گروه‌های 5 خانواده ای اتفاق می افتد و از نیمه فروردین شروع می‌شود و در تابستان به اوج می‌رسد.

### فیروزکوه
در عشایر منطقه فیروزکوه رسم است که شیری که روز نخست از طریق شیرواره جمع می‌شود را به مستمندان می‌دهند.

### بختیاری
در عشایر بختیاری، معمولاً دوره شیرواره هفت روزه است و با واحدی به نام نکار سنجیده می‌شود.